# アラゴン (オード県)
アラゴン （Aragon、オック語:Argon）は、フランス、オクシタニー地域圏、オード県のコミューン。

## 地理
コミューンはカバルデス地方にあり、カルカソンヌ都市地域に含まれている。村は、トラペル川とヴァレット川を見下ろす岩だらけの露頭の上に建てられている。カルカソンヌとは約13km離れている。
アラゴンで生産されるワインは、カバルデスAOCに含まれている。

## 由来
コミューンはアラゴン＝アン＝カバルデス（Aragon-en-Cabardès）と呼ばれることもある。
地名は11世紀発祥のアラゴン王国にちなむが、『戦闘の地の近く』または『未開の土地の近く』を意味するケルト語源またはギリシャ＝ケルト語源であると主張する他の人々もいる。

## 歴史
青銅器時代（紀元前2000年頃）の遺物が、洞窟の中で発見された。1820年、ガロ＝ローマ時代の葬祭のものと思われる碑文の断片が発見された。
10世紀、アラゴンはモントリュー修道院に属していたが、12世紀初頭以降、アラゴン王が領主であった痕跡が見つかった。アラゴン王たちは広大な領土を持っていたが、彼らが領土を獲得する原因となったのはカタリ派であるとみられる。したがって、アラゴン王たちが金銭的補償を受けている一方で、カタリ派信徒らは異端審問によって財産を没収されていたのである。その後、封土はフランス王家とカルカソンヌ司教との間で分割された。領主の保護が失われても、カタリ派の信仰は村に存在し続けた。
1575年と1588年、ユグノーが村を占領した。1580年、テュレンヌ公爵が村を奪還している。
村は18世紀後半に繁栄の時代を謳歌した。カルカソンヌの織物販売業者が織機を提供し、地域社会にさらなる繁栄をもたらした。
17世紀、アラゴンの領地はセバスティアン・ド・モーレルに属していた。彼の孫娘アンヌ・ド・モーレルは1726年にピエール・ド・バンカリスとアラゴンで結婚し、バンカリス・ド・モーレル・ダラゴン家の祖となった。

## 人口統計
2015年時点のコミューンの人口は433人で、2010年時点の人口と比較して2.85%増であった。
| 1962年 | 1968年 | 1975年 | 1982年 | 1990年 | 1999年 | 2005年 | 2015年 |
| ------ | ------ | ------ | ------ | ------ | ------ | ------ | ------ |
| 334    | 304    | 306    | 374    | 389    | 453    | 445    | 433    |

参照元:1962年から1999年までは複数コミューンに住所登録をする者の重複分を除いたもの。それ以降は当該コミューンの人口統計によるもの。1999年までEHESS/Cassini、2006年以降INSEE。

## ギャラリー

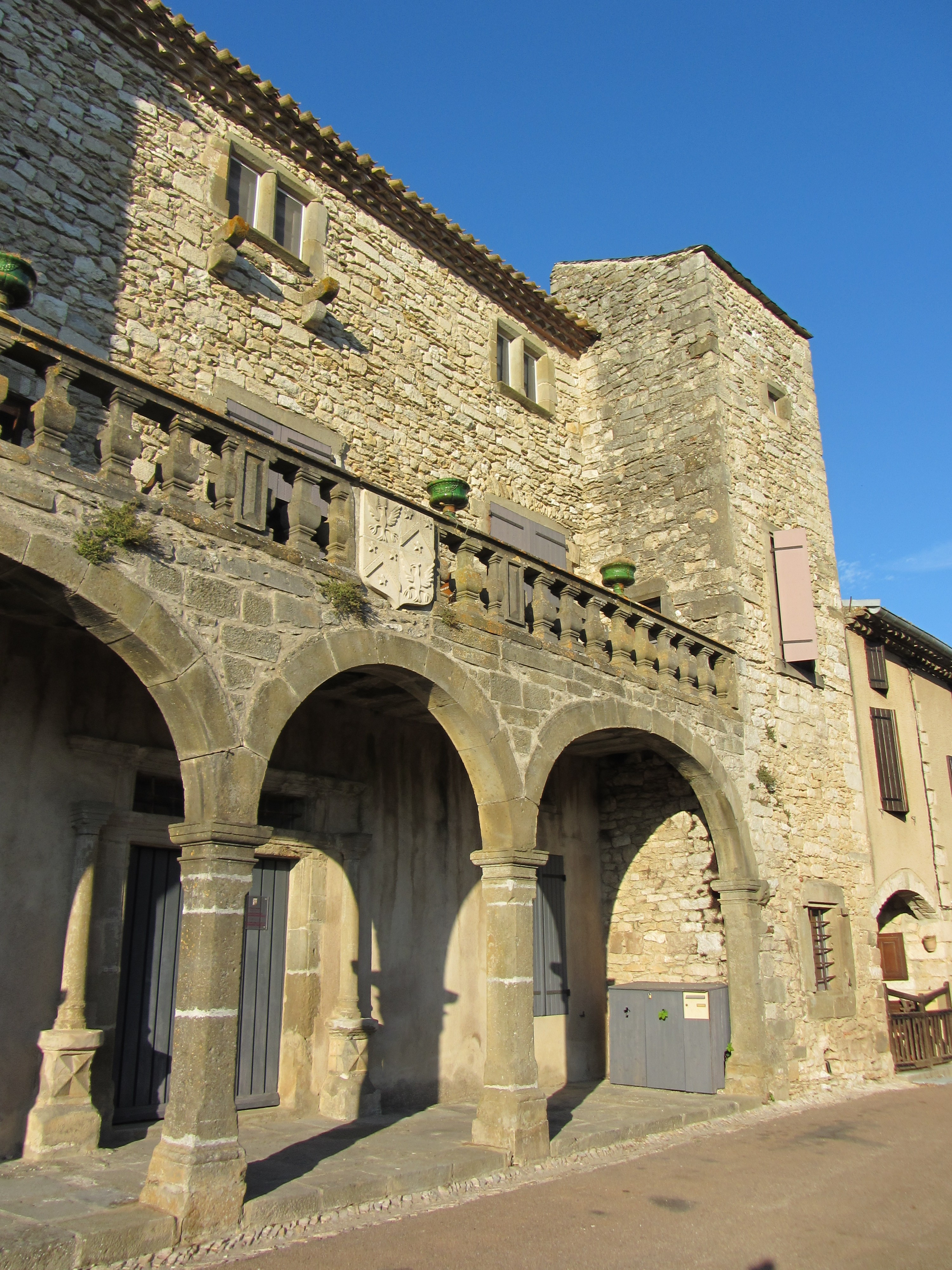
シャトー
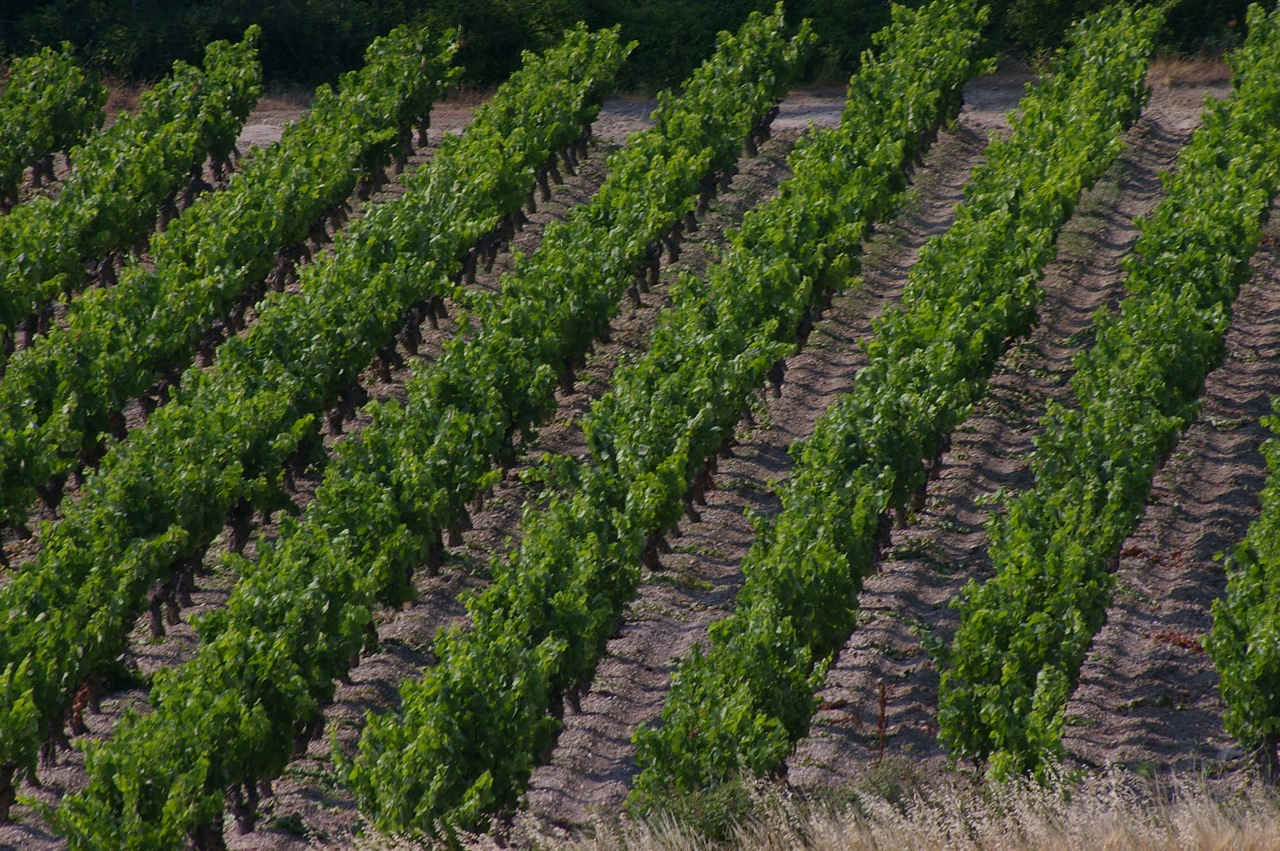
ブドウ畑